# Tarauacá
Tarauacá, amtlich Município de Tarauacá, ist eine Mittelstadt im Nordwesten des brasilianischen Bundesstaates Acre mit über 46.500 Einwohnern, die Tarauacaenser genannt werden. Sie ist die an Bevölkerung viertgrößte Stadt in Acre. Sie liegt 381 km von der Hauptstadt Rio Branco entfernt und grenzt im Norden an den Bundesstaat Amazonas.

## Geschichte
Das Territorium ist ursprüngliches Siedlungsgebiet von Kaxinawás und Yaminawáa entlang des Rio Tarauacá und des Rio Muru. 
Die Kautschukplantage Seringal Foz do Muru („Mündung des Muru“) erreichte Ende des 19. Jahrhunderts eine wirtschaftliche Bedeutung für das Gebiet, das bis zum Vertrag von Petrópolis 1903 zu Bolivien gehörte, ab 1904 wurde das Gebiet von dem Departamento do Alto Juruá verwaltet. Foz do Muru war Kern einer kleinen Siedlung am Fluss, die am 1. Januar 1907 zur Vila Seabra, benannt nach dem damaligen Justiz- und Innenminister José Joaquim Seabra, erhoben wurde. Dieses Datum gilt in der Stadtgeschichte als Gründungsdatum. 1912 wurde das Gebiet aus dem Departamento do Alto Juruá ausgegliedert und das Departamento do Tarauacá errichtet, einem Wort aus einer indigenen Sprache. 
Am 24. April 1913 erhielt der Ort das Selbstverwaltungsrecht als Munizip unter dem Namen Município de Seabra mit Antônio Antunes de Alencar als erstem Stadtpräfekt. Für das Territorium war zusätzlich am 19. April 1913 der nicht mit dem Gemeindegebiet identische Gerichtsbezirk Comarca de Tarauacá gebildet worden. In 1943 wurde Seabra in Municío de Tarauacá umbenannt.

## Geographie
Tarauacá grenzt im Norden an den Bundesstaat Amazonas, im Süden liegt das Munizip Jordão, östlich Feijó, westlich die Städte Cruzeiro do Sul und Porto Walter, südwestlich Marechal Thaumaturgo. Die Fläche beträgt mit Stand 2018 20.171,075 km², die Bevölkerungsdichte liegt bei geringen 1,8 Einwohnern pro km².
Neben Jordão liegen auf dem Territorium mit acht die zweithöchste Anzahl von Terras Indígenas (Schutzgebiete für die Indigenen) verteilt, denen rund 9,8 % des Landes zugesprochen ist. 
Die Stadt liegt an dem gleichnamigen Fluss Rio Tarauacá, der kleine Binnenhafen ist Anlege- und Abfahrtstelle für das nicht an das Straßennetz angeschlossene südliche Jordão. Der Rio Muru fließt etwas nördlich der Stadt in den Tarauacá.
Das Territorium ist erdbebengefährdet, so wurden 2016 Werte von 6,7 auf der Richter-Skala gemessen.

## Stadtverwaltung
Stadtpräfektin (Bürgermeisterin) war für die Amtszeit 2017 bis 2020 Marilete Vitorino de Siqueira von dem Partido Social Democrático (PSD), die sich bei der Kommunalwahl 2016 mit 8589 Stimmen gegen ihren Vorgänger Rodrigo Damasceno Catão, der 7572 Stimmen erhielt, durchsetzte. Bei der Kommunalwahl 2020 wurde sie von Maria Lucinéia Nery de Lima Menezes des Partido Democrático Trabalhista (PDT) für die Amtszeit von 2021 bis 2024 abgelöst.
Die Legislative liegt bei der Câmara Municipal de Tarauacá, der Stadtverordnetenkammer mit 11 gewählten Abgeordneten. 

## Bevölkerung
Die Bevölkerung betrug nach der Volkszählung des IBGE von 2022 43.467 Einwohner. Die Zahl wurde vom IBGE 2024 auf 46.517 Bewohner geschätzt.
Sie verteilte sich 2010 zu 19.351 Personen im (städtischen) Ortsbereich und zu 16.239 Personen im weiträumigen ländlichen Bereich, die sich entlang der Flussläufe in kleinen Ansiedlungen, in den Schutzgebieten und auf das Nutzreservat Reserva Extrativista Riozinho da Libertade verteilen. Rund 42 % waren 2010 Kinder und Jugendliche bis 15 Jahre. Der Index der menschlichen Entwicklung (HDI oder IDH-M abgekürzt) war mit 0,539 niedrig.

### Bevölkerungsentwicklung
Quelle: IBGE (Angabe für 2024 ist lediglich eine Schätzung).

## Infrastruktur

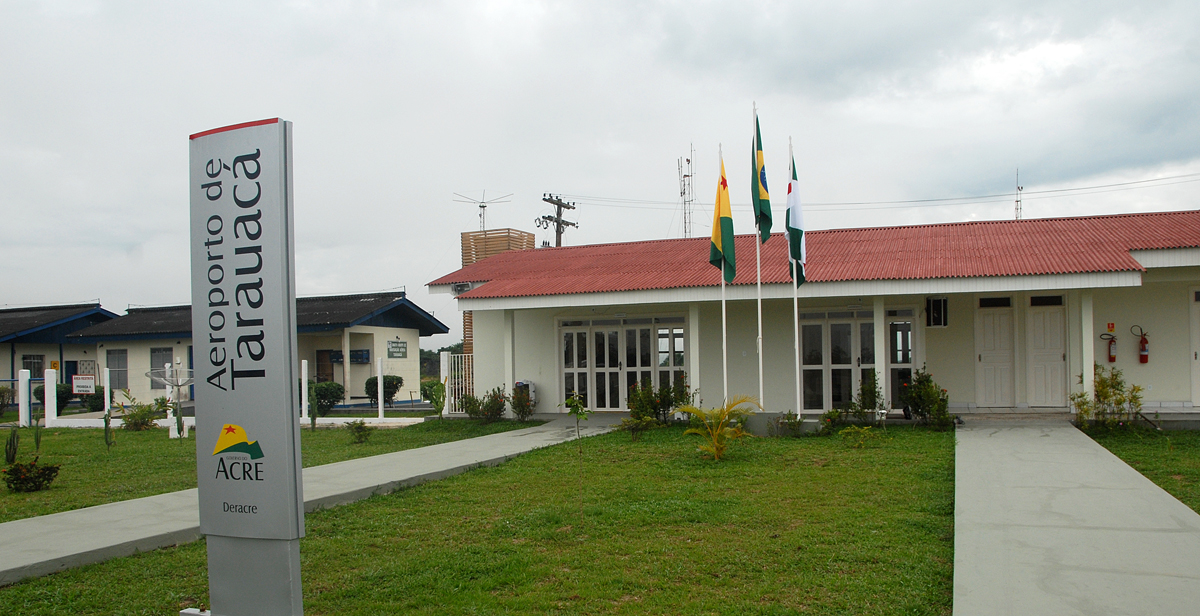
Flughafen Tarauacá

Tarauacá liegt an der diagonalen Bundesstraße BR-364, die nach Nordwesten bis Peru verbindet und nach Südosten über die Bundesstaaten Rondônia, Mato Grosso und Goiás bis São Paulo. Weitere Straßen im Gemeindegebiet gibt es nicht, andere Teile des Gemeindegebietes sind über die Zuflüsse des Rio Tarauacá und Rio Muru mit Booten erreichbar. Der Ort ist durch den städtischen Kleinflughafen Aeroporto de Tarauacá (IATA: TRQ, ICAO: SBTK) vorwiegend mit Kleinflugzeugen und Lufttaxis mit den nächsten internationalen Flughäfen in Cruzeiro do Sul oder Rio Branco verbunden.

## Bildung
Tarauacá hatte 1991 eine Analphabetenquote von 65,2 %, die sich bei der Volkszählung 2010 bereits auf 42,3 % reduziert hatte.

## Söhne und Töchter des Munizips
- Socorro Neri (* 1966), Politikerin